# チェルチェンマン
チェルチェンマン（英語: Cherchen Man) は、現在の中国新疆ウイグル自治区のチャルチャン県で発見された男性のミイラに与えられた通称である。1985年にタクラマカン砂漠にあるチャルチャン市街地付近のザグンルク古墳群の2号墓地で発見された。
ウル・ダビデ（Ur-David）という愛称でも呼ばれるが、これは、アメリカ合衆国の学者ヴィクター・ヘンリー・メアの二番目の兄に似ていたことに由来する。

## 概要
このミイラはコーカソイド系の成人男性のもので、紀元前1000年頃に死亡したと考えられ、死亡時の年齢は50歳前後であったとみられる。
身長については、176–178 cmとする資料と、約2メートルとする資料がある。髪は赤茶色で、ところどころ白髪が混じり、高い頬骨を縁取っていた。鷲鼻で鼻が高く、唇は厚く、赤褐色の髭があり、赤い綾織りのチュニックとタータンに似た模様のレギンスを身に着けていた。 ミイラの顔にある黄色と紫の螺旋形と太陽の模様は、一部の資料では入れ墨と誤認されているが、実際には黄土色の顔料である。

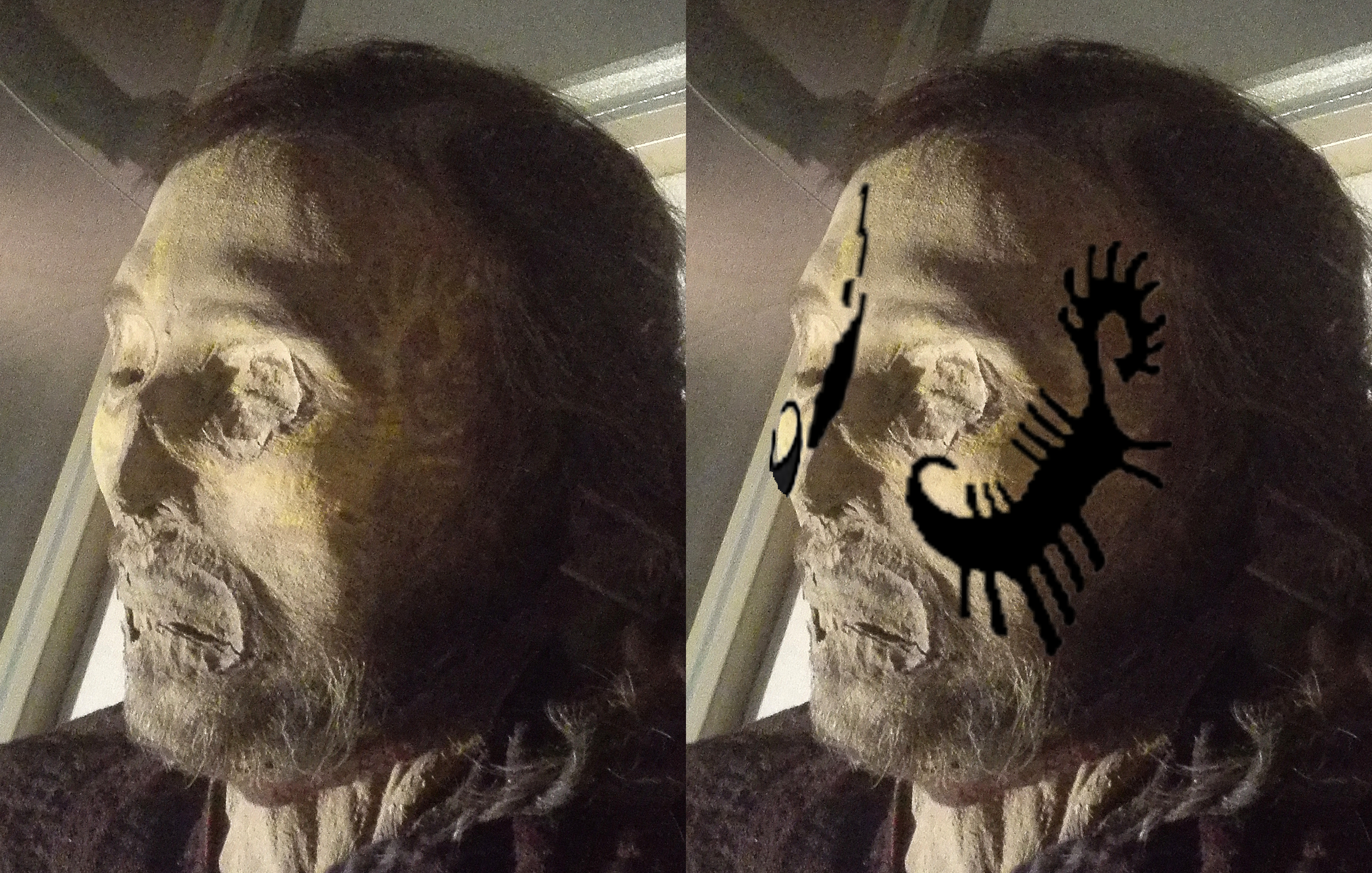
チェルチェンマンの顔の入れ墨またはペイント

## ミイラ化
タリム盆地の他のミイラと同様に、チェルチェンマンは、葦と灌木で覆われた日干しレンガの墓に埋葬されていた。チェルチェンマンと他の女性のミイラは、複数の枝の上に置かれ、その下に敷かれた小さなマットが墓内の湿気を減らすことで、良好な保存状態を保った。チェルチェンマンはまた、脚を曲げた状態で固定するための木片が使われていたようで、これにより空気の循環が促進され、腐敗の速度を遅らせたと推測されている。
チェルチェンマンと共に埋葬された人々（同じ墓には女性3人、隣接する墓には1人の乳児がいた）は、自然のミイラであった。これは、有名なエジプトのミイラとは異なり、意図的な人為的処置とは対照的に、周囲の環境にさらされることによってミイラ化したことを意味する。

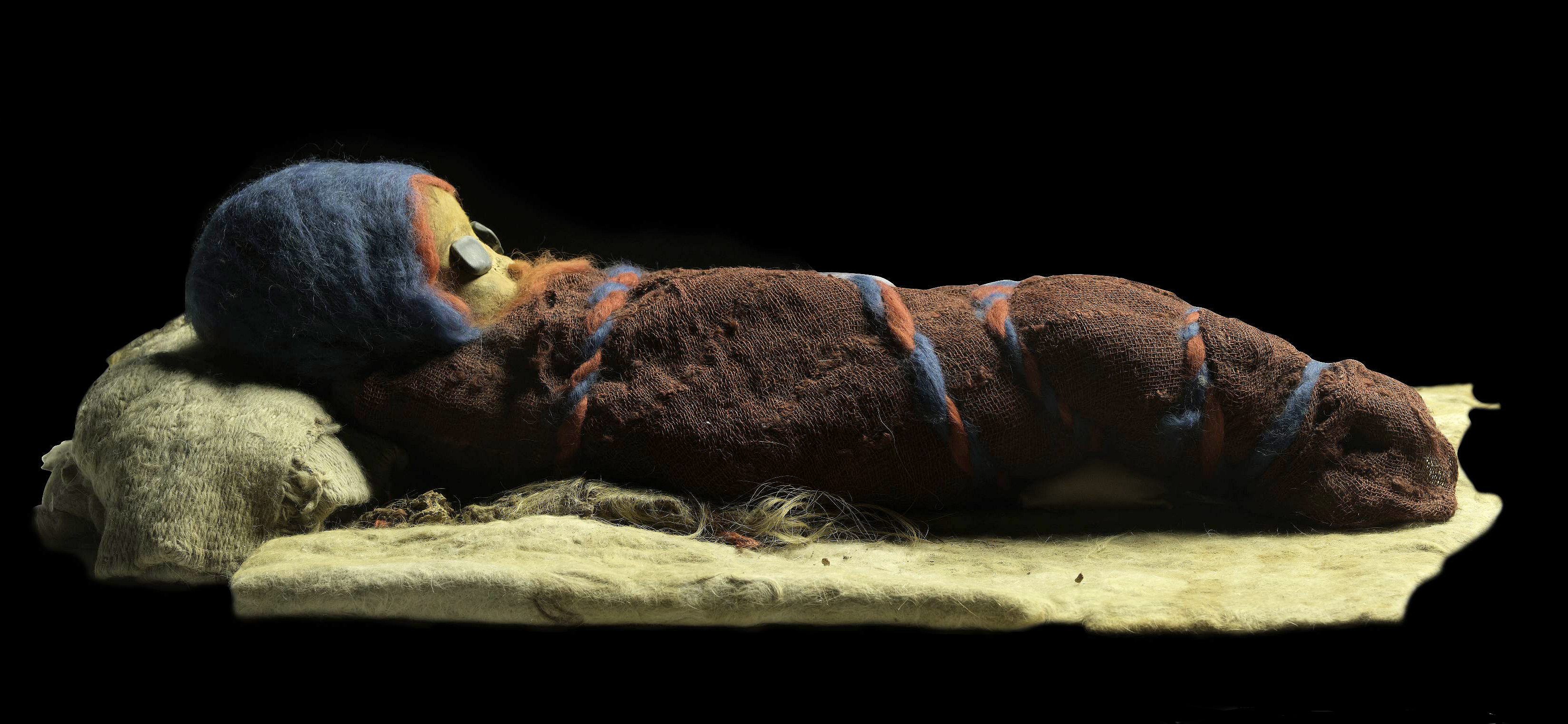
チェルチェンマンの息子と思われる幼児のミイラ（A-2墓地）
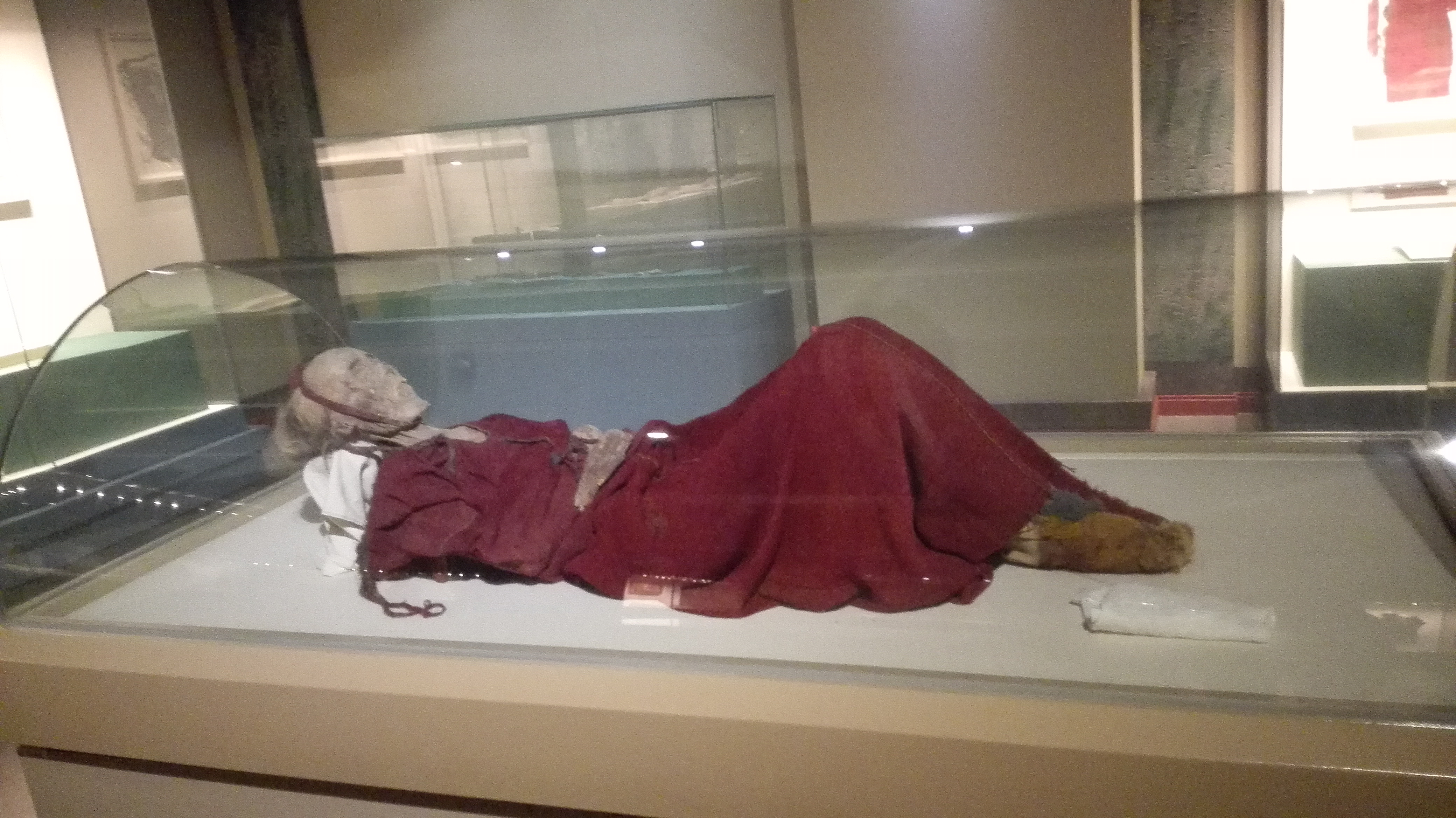
チェルチェンマンの妻
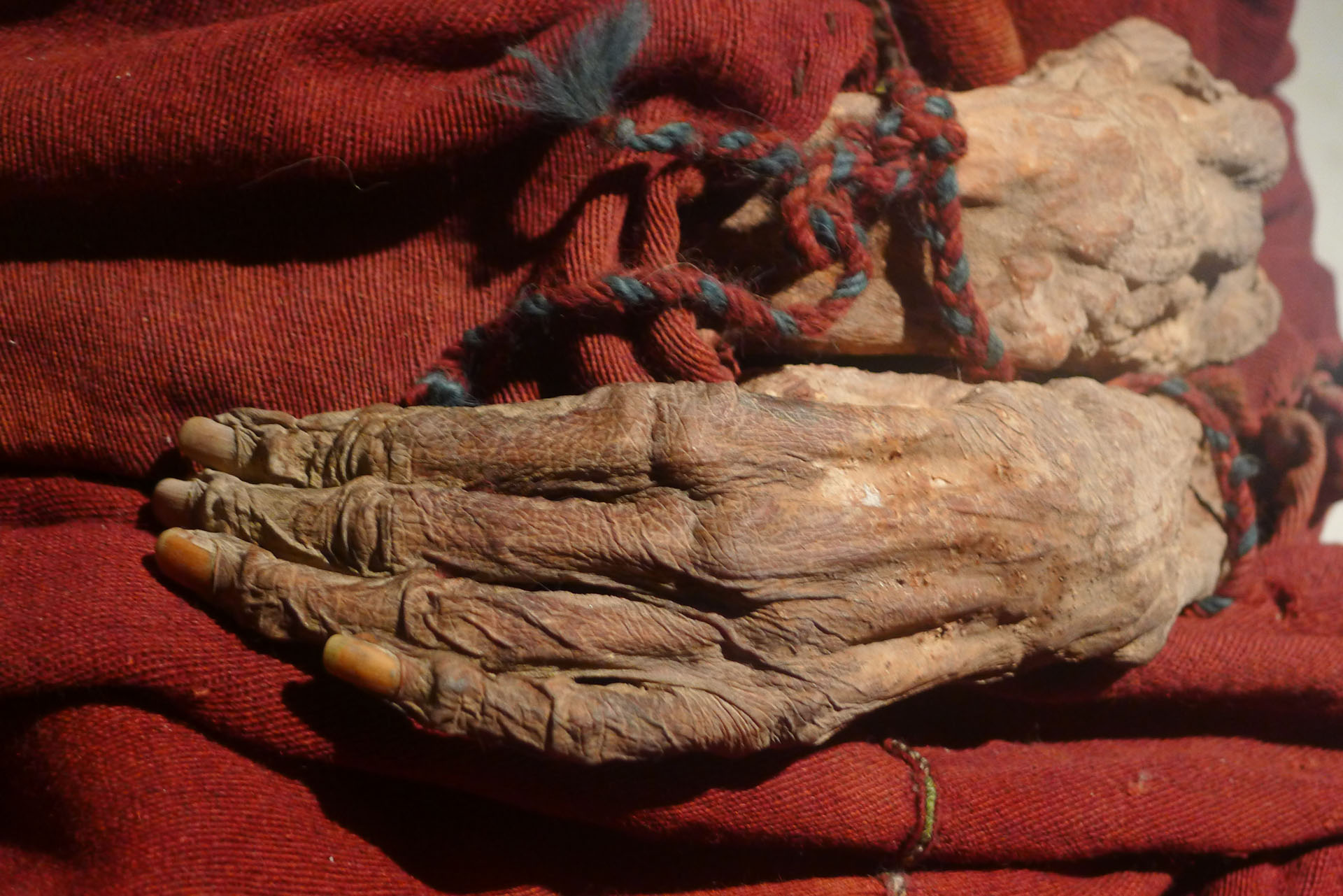
チェルチェンの女性ミイラの手